# Western Design Center
Western Design Center, également appelé WDC est une entreprise américaine fondée à Mesa en Arizona par William D. Mensch, Jr. en 1978, qui exerce son activité dans la fabrication de semi-conducteurs (microprocesseur et microcontrôleur). Elle a notamment fabriqué les processeurs de la famille MOS Technology 65xx pour MOS.

## Historique
Western Design Center est un bureau d'études fondé en 1978 par l'ingénieur Bill Mensch, ex-employé de MOS Technology et détenteur de droits sur le brevet du microprocesseur MOS Technology 6502. Mensch avait jusque-là travaillé chez Philco-Ford, Motorola, MOS Technology et Integrated Circuit Engineering. Cette société instruit les droits d'exploitation du 6502, tout en développant des architectures autour de ce composant.